# Các công nghệ mạng trên Windows Vista
Các công nghệ mạng trên Windows Vista được chính thức phát triển vào ngày 4 tháng 2 năm 2007 sau khi Bill Gates chia tay lời về ''tầm bạn thay đổi công nghệ của tôi'' vào hôm buổi đêm ngày 3 tháng 2. Chính thức công nghệ doanh nghiệp dành cho khách hàng Windows Vista được phát triển trên ứng dụng Control Panel và Network and Sharing Center.

## Khả năng tương tích
Vào ngày 3 tháng 2 năm 2007, Microsoft chính thức lập các hoạt động doanh nghiệp dành cho Windows Vista thành công nghệ mạng phát triển của hệ điều hành 6 năm, đến ngày 4 tháng 2 chính thức phát triển công nghệ mạng gồm có Control Panel trên Windows Vista tương tích các phiên bản ban đầu là Home Premium, Home Basic và Ultimate.
Công nghệ mạng trên Windows Vista đã công bố trước ngày 6 tháng 2 năm 2007 tại Mobile World Congress, nơi đây công nghệ mạng đã thông báo trên chủ tịch Microsoft và ích lợi trên các phiên bản.